# Бернауэр Штрассе (станция метро)
«Берна́уэр Штра́ссе» (нем. Bernauer Straße) — станция Берлинского метрополитена. Расположена на линии U8 между станциями «Вольташтрассе» (нем. Voltastraße) и «Розенталер Плац» (нем. Rosenthaler Platz). Станция находится в районе Берлина Митте на пересечении улиц Бернауэр-штрассе и Брунненштрассе (нем. Brunnenstraße). Глубина заложения — 5 метров.

## История
Открыта 18 апреля 1930 года в составе участка «Хайнрих-Хайне-Штрассе» — «Гезундбруннен». 
После Второй мировой войны станция метро находилась непосредственно в приграничной зоне советского и французского секторов оккупации, и с 13 августа 1961 года по 12 апреля 1990 года для входа и выхода пассажиров станция была закрыта. Первым был открыт северный выход, расположенный на территории французского сектора, южный выход открылся 1 июля 1990 года.

## Архитектура и оформление
Двухпролётная колонная станция мелкого заложения, архитекторы — Петер Беренс и Альфред Гренандер. Длина платформы — 130 метров, ширина — 8 метров. Путевые стены облицованы жёлтой кафельной плиткой, потолок станции поддерживается чёрными гранитными колоннами круглого сечения. Выходы со станции расположены в обоих торцах платформы и ведут непосредственно на поверхность. На станции установлен подъёмник для инвалидов.